# Acústico Circular
Acústico Circular é o segundo álbum ao vivo do cantor Vinny (décimo álbum da carreira solo).
Foi gravado em 2008.

## O Álbum
Este DVD/CD foi lançado pela Performance Music, e traz o registro de uma apresentação realizada em maio de 2008 no Teatro Cacilda Becker (Rio de Janeiro). Além de versões acústicas de sucessos como “Seja Como For”, “Eu Não Acredito em Você”, e as dançantes “Heloísa, Mexe a Cadeira” (neste disco intitulada como "Mexe a Cadeira") e “Shake Boom”, o álbum também traz seis músicas inéditas até então: “O Amor Pode Vingar”, “Ana”, “Não Ter Você”, “Pela Noite”, “Até o Fim” e “Como Areia do Mar”.
Sobre o álbum, Vinny deu a seguinte declaração:
| “ | "Não é banquinho e violão, definitivamente. O único momento assim é um blues, que eu toco sozinho. Mas o resto tem banda, três violões e bateria. Fiz questão que os arranjos soassem como se fosse uma guitarra, e isso ficou bastante evidente. É o disco mais cru que já fiz. (...) Eu bolei esse projeto todo sozinho, depois ofereci a idéia para a gravadora, a Performance. Resolvi incluir o que iria agradar os fãs, as conhecidas e seis músicas inéditas. O formato acústico ofereceu uma nova possibilidade radiofônica para minhas músicas, que ficaram bem diferentes, menos 'bobocas'. Foi uma surpresa ouvir elas soarem como soaram. Mexe a cadeira ficou com uma roupagem meio Hit the road Jack, do Ray Charles, Shake Boom virou um reggae, Na gandaia ficou um pouco Eric Clapton. Tudo isso já estava pronto na minha cabeça antes de começar a gravar." | ” |

### Faixas
1. "O amor ainda pode vingar"
2. "Quero muito mais"
3. "Seja como for"
4. "Mexe a cadeira"
5. "Shake Boom"
6. "Te Encontrar de Novo"
7. "Eu não acredito em você"
8. "Pela noite"
9. "Metamorfose Ambulante"
10. "Onde você vai"
11. "Universo paralelo"
12. "Até o fim"
13. "Na gandaia"
14. "Tudo será para sempre"

#### Faixas Bônus
1. "Ana"
2. "Não ter você"
3. "Como areia do mar"

### Músicos
Vinny - Gaita e Violão

Derik de Luxor - Violão

Daniel Sant’Anna - Violão de 12 cordas

D’Alessandro Mangueira - baixo acústico e elétrico

Diego Andrade - bateria